# Elliott Charles
Elliott Charles (Londra, 11 febbraio 1990) è un ex calciatore grenadino con cittadinanza britannica, di ruolo attaccante.

## Carriera

### Club
Ha giocato nelle serie minori del campionato inglese.

### Nazionale
Nel 2011 ha esordito in nazionale.

## Statistiche

### Cronologia presenze e reti in nazionale
| Cronologia completa delle presenze e delle reti in nazionale ― Grenada | Cronologia completa delle presenze e delle reti in nazionale ― Grenada | Cronologia completa delle presenze e delle reti in nazionale ― Grenada | Cronologia completa delle presenze e delle reti in nazionale ― Grenada | Cronologia completa delle presenze e delle reti in nazionale ― Grenada | Cronologia completa delle presenze e delle reti in nazionale ― Grenada | Cronologia completa delle presenze e delle reti in nazionale ― Grenada | Cronologia completa delle presenze e delle reti in nazionale ― Grenada |
| Data                                                                   | Città                                                                  | In casa                                                                | Risultato                                                              | Ospiti                                                                 | Competizione                                                           | Reti                                                                   | Note                                                                   |
| ---------------------------------------------------------------------- | ---------------------------------------------------------------------- | ---------------------------------------------------------------------- | ---------------------------------------------------------------------- | ---------------------------------------------------------------------- | ---------------------------------------------------------------------- | ---------------------------------------------------------------------- | ---------------------------------------------------------------------- |
| 2-9-2011                                                               | Saint George's                                                         | Grenada                                                                | 0 – 3                                                                  | Belize                                                                 | Qual. Mondiali 2014                                                    | -                                                                      | 53’ 64’                                                                |
| 18-9-2011                                                              | Kingstown                                                              | Saint Vincent e Grenadine                                              | 2 – 1                                                                  | Grenada                                                                | Qual. Mondiali 2014                                                    | -                                                                      |                                                                        |
| Totale                                                                 |                                                                        | Presenze                                                               | 2                                                                      |                                                                        | Reti                                                                   | 0                                                                      |                                                                        |